# Kukharenkoïta-(La)
La kukharenkoïta-(La) és un mineral de la classe dels carbonats. Rep el seu nom de la seva relació amb la kukharenkoïta-(Ce) i la seva composició química.

## Característiques
La kukharenkoïta-(La) és un carbonat de fórmula química Ba₂(La,Ce,Th)(CO₃)₃F. Va ser aprovada com a espècie vàlida per l'Associació Mineralògica Internacional l'any 2002. Cristal·litza en el sistema monoclínic. Es troba en forma de flocs de cristalls laminars o prismàtics aciculars de 0,5 mil·límetres. La seva duresa a l'escala de Mohs és 4.
Segons la classificació de Nickel-Strunz, la kukharenkoïta-(La) pertany a «05.BD: Carbonats amb anions addicionals, sense H₂O, amb elements de terres rares (REE)» juntament amb els següents minerals: cordilita-(Ce), lukechangita-(Ce), zhonghuacerita-(Ce), kukharenkoïta-(Ce), cebaïta-(Ce), cebaïta-(Nd), arisita-(Ce), arisita-(La), bastnäsita-(Ce), bastnäsita-(La), bastnäsita-(Y), hidroxilbastnäsita-(Ce), hidroxilbastnäsita-(Nd), hidroxilbastnäsita-(La), parisita-(Ce), parisita-(Nd), röntgenita-(Ce), sinquisita-(Ce), sinquisita-(Nd), sinquisita-(Y), thorbastnäsita, bastnäsita-(Nd), horvathita-(Y), qaqarssukita-(Ce) i huanghoïta-(Ce).

## Formació i jaciments
Va ser descoberta a la mina d'apatita de Kirovskii, al mont Kukisvumchorr, Massís de Khibini (Península de Kola, óblast de Múrmansk, Rússia), l'únic indret on ha estat descrita. Sol trobar-se associada a altres minerals com: sinquisita-(Ce), estroncianita, pirita, nenadkevichita, microclina, hilairita, donnayita-(Y), catapleiïta, calcita i albita.